# Negrikroppar
Negrikroppar (engelska Negri bodies) är en typ av inklusionskropp, som kan hittas i cytoplasman vid rabies. De förekommer främst hos Purkinjeceller (lillhjärnsbarken), pyramidalcellerna i hippocampus och framhornscellerna i ryggmärgen. Negrikroppar är 1 till 7 mikrometer i diameter och runda eller ovala till formen. De har fått namn efter upptäckaren, den italienske forskaren Adelchi Negri.